# Euphorbia chaborasia
Euphorbia chaborasia là một loài thực vật có hoa trong họ Đại kích. Loài này được Gomb. mô tả khoa học đầu tiên năm 1956.